# Гундольф, Фридрих
Фридрих Гундольф (полное имя при рождении — Фридрих Леопольд Гундельфингер, нем. Friedrich Leopold Gundelfinger, нем. Friedrich Gundolf * 20 июня 1880, Дармштадт; † 12 июля 1931 Гейдельберг) — немецкий поэт, литературовед, германист, последователь Стефана Георге. Гундольф принадлежал к числу самых именитых профессоров Веймарской республики. Среди учеников Гундольфа был будущий министр пропаганды Третьего рейха Йозеф Геббельс.

## Биография
Гундольф родился в еврейской семье, получил среднее образование в Дармштадте, изучал германистику в Мюнхене, Гейдельберге и Берлине. Слава пришла к нему в 1916 году с выходом монументального труда «Гёте». На становление Гундольфа как литературоведа наибольшее влияние оказали Стефан Георге и Вильгельм Дильтей.

## Русская библиография
- Гундольф Ф. Парацельс / Пер. Л. Маркевич, общ. ред. и послесл. В. Н. Морозова. СПб.: Владимир Даль, 2015. — 191 с. ISBN 978-5-93615-154-5.
- Гундольф Ф. Шекспир и немецкий дух / Пер. И. Стребловой, вступ. статья Ю. Н. Солонина. СПб.: Владимир Даль, 2015. — 591 с. ISBN 978-5-93615-144-6.